# Wurzen
Wurzen è una città di 16 614 abitanti della Sassonia, in Germania.

Appartiene al circondario (Landkreis) di Lipsia (targa L).
Wurzen si fregia del titolo di "Grande città circondariale" (Große Kreisstadt).

## Geografia fisica
È attraversata dal fiume Mulde.

## Amministrazione

### Gemellaggi
- Barsinghausen
- Tamási
- Warstein